# 多摩流通
株式会社多摩流通（たまりゅうつう）は東京都西多摩郡に本社を置く運送会社である。

## 概要
- 沿革： 1970年（昭和45年）4月 設立
- 代表者： 代表取締役社長 齋藤正人
- 本社所在地： 東京都西多摩郡日の出町平井6-1